# The Marshall Mathers LP
The Marshall Mathers LP je třetí studiové a zároveň druhé album u major labelu amerického rappera Eminema. Bylo vydáno 23. května 2000 u společností Aftermath Entertainment a Interscope Records.
Jedná se o jedno z nejúspěšnějších hip-hopových alb vůbec. Roku 2011 získalo certifikaci diamantová deska od společnosti RIAA za deset milionů prodaných kusů v USA. Do roku 2005 se celosvětově prodalo na 19 milionů kusů.
Hudební magazín Rolling Stone vyhodnotil album jako 244. nejlepší album všech dob ve svém žebříčku "500 nejlepších hudebních alb všech dob".

## O Albu

### Pozadí
Roku 1999 Eminem vydal své druhé album The Slim Shady LP, na kterém představil své alter ego jménem "Slim Shady". To se setkalo s velkým komerčním úspěchem i s přívětivými kritikami. Odstartovalo jeho hvězdnou kariéru a vyneslo ho na vrchol zájmu a popularity. Půl roku od jeho vydání proto začal pracovat na novém albu, které mělo být více osobním, i proto dostalo název The Marshall Mathers LP.

### Nahrávání
Práce na albu započaly v srpnu 1999. Samotné nahrávání písní pro album probíhalo během dvou měsíců takřka nepřetržitě. Eminem většinu textů napsal ve studiu, kde je ihned nahrával.
Například písně "Marshall Mathers" a "Criminal" vznikly při hudební improvizaci producentů Bass Brothers. Koncept písně "Kill You" Eminema napadl, když mluvil s Dr. Drem po telefonu a slyšel onen beat hrát v pozadí. Beat k písni "Stan" dostal od svého manažera, když ho slyšel okamžitě se stal fanouškem Dido.
Vedení Interscope Records tušilo, že by mohl být prvním umělcem, který by prodal milion nahrávek během prvního týdne prodeje, a tak vyvíjeli stálý tlak. Když obdrželi první verzi alba, byli zklamáni z nedostatečného potenciálu písní pro rádiový úspěch. Eminem poté nahrál písně "The Way I Am" a "The Real Slim Shady", a to dle vzoru úspěchu singlu "My Name Is" z předchozího alba.

### Texty
Texty na albu jsou mnohem více autobiografické a osobnější než na The Slim Shady LP. Také je mnohem méně využíván pohled jeho alter ega jménem Slim Shady, pohled je tedy více introspektivní. V textech popisuje svou cestu za slávou a reaguje na své kritiky. Dalšími tématy jsou jeho vztahy s matkou a bývalou manželkou Kim. Obsahově se stále drží stylu horrorcore.
Většina písní odráží prožité strasti z dětství a mládí, například se svou matkou v "Kill You" nebo bývalou ženou v "Kim". Svá očekávání a starosti se slávou popisuje v textech pro "Stan", "I'm Back" a "Marshall Mathers". V písni "Drug Ballad" popisuje své zkušenosti s drogami.
Svůj vliv na děti a společnost popisuje v textech pro "The Way I Am" a "Who Knew". Vlivu na hudební scénu se zase věnuje v textech pro "Remember Me?" a "Bitch Please II".
Svým kritikům, kteří ho kritizovali za vulgarismy a násilné vyjadřování, odpovídá v písni "Criminal". Tento text byl také kritizován za homofobní vyznění, které však Eminem popřel.
Jedenáct písní obsahuje nenávistné či vulgární zmínky a v "clean verzi" byly cenzurovány. Edward Armstrong ve své studii shledal, že Eminemův styl horrorcore je násilnější a vulgárnější než žánr Gangsta rap.

### Produkce
Fakticky polovinu alba produkovali Dr. Dre a Mel-Man, druhou polovinu zase Eminem a Bass Brothers, kteří si nově říkali F.B.T. Jediným novým producentem byl The 45 King, který vytvořil beat k písni "Stan", když použil sample od Dido.

## Po vydání

### Prodej
Zaznamenalo neuvěřitelný komerční úspěch. Během prvního týdne prodeje v USA se prodalo 1 760 000 kusů. Stalo se nejrychleji se prodávaným hip-hopovým albem a stanovilo nový rekord pro prodejnost v prvním týdnu alba sólového umělce. O druhý týden se v USA prodalo dalších 800 tisíc kusů, o třetí 598 tisíc kusů a o čtvrtý 519 tisíc kusů. Po čtvrtém týdnu bylo již prodáno 3 650 000 kusů. Na konci roku 2000 prodej v USA již činil 7 900 000 kusů. Bylo tak druhým nejprodávanějším albem roku 2000. Roku 2010 bylo vyhodnoceno jako čtvrté nejprodávanější album dekády s 10 200 000 kusy. Také získalo certifikaci diamantová deska od společnosti RIAA. K únoru 2014 prodej v USA činil 10 818 000 kusů. Tím se stalo nejprodávanějším hip-hopovým albem v USA.
Album bylo dále 8x platinové v Kanadě, 6x platinové ve Spojeném království, 5x platinové na Novém Zélandu, 4x platinové v Austrálii a ve Švýcarsku, velký úspěch zaznamenalo i v dalších zemích.

### Ocenění
Roku 2001 album získalo cenu Grammy za nejlepší rapové album. Také se stalo nejlepším albem dle MTV Europe Music Awards.
Také bylo nominováno na cenu Grammy v kategorii album roku jako první hardcore album vůbec, což vyvolalo řadu protestů, kvůli vulgárnímu a nenávistnému obsahu alba. Na předávání cen Eminem vystoupil se svou skladbou "Stan", kdy ho na piáno doprovázel Elton John.

## Seznam skladeb
| Pořadí | Název                                                         | Hudba                     | Délka |
| ------ | ------------------------------------------------------------- | ------------------------- | ----- |
| 1.     | "Public Service Announcement 2000" (skit)                     |                           | 0:25  |
| 2.     | Kill You                                                      | Dr. Dre, Mel-Man          | 4:24  |
| 3.     | Stan (ft. Dido)                                               | The 45 King, Eminem (co.) | 6:44  |
| 4.     | Paul (skit)                                                   |                           | 0:10  |
| 5.     | Who Knew                                                      | Dr. Dre, Mel-Man          | 3:47  |
| 6.     | Steve Berman (skit)                                           |                           | 0:53  |
| 7.     | The Way I Am                                                  | Eminem                    | 4:50  |
| 8.     | The Real Slim Shady                                           | Dr. Dre, Mel-Man          | 4:44  |
| 9.     | Remember Me? (ft. RBX a Sticky Fingaz)                        | Dr. Dre, Mel-Man          | 3:38  |
| 10.    | I'm Back                                                      | Dr. Dre, Mel-Man          | 5:10  |
| 11.    | Marshall Mathers                                              | Eminem, F.B.T.            | 5:20  |
| 12.    | Ken Kaniff (skit)                                             |                           | 1:01  |
| 13.    | Drug Ballad (ft. Dina Rae)                                    | Eminem, F.B.T.            | 5:00  |
| 14.    | Amityville (ft. Bizarre)                                      | Eminem, F.B.T.            | 4:14  |
| 15.    | Bitch Please II (ft. Dr. Dre, Snoop Dogg, Xzibit a Nate Dogg) | Dr. Dre, Mel-Man          | 4:48  |
| 16.    | Kim                                                           | F.B.T.                    | 6:17  |
| 17.    | Under the Influence (ft. D12)                                 | Eminem, F.B.T.            | 4:48  |
| 18.    | Criminal                                                      | Eminem, F.B.T.            | 5:21  |

## Mezinárodní žebříčky
| Země             | Umístění |
| ---------------- | -------- |
| Austrálie        | 1        |
| Francie          | 2        |
| Irsko            | 1        |
| Kanada           | 1        |
| Německo          | 3        |
| Nový Zéland      | 1        |
| Polsko           | 9        |
| Rakousko         | 1        |
| UK Albums Chart  | 1        |
| US Billboard 200 | 1        |